# مشرحة بيض
مِشرحة البيض هي أداة لتحضير الطعام تستخدم لشرائح البيض المسلوق بسرعة وبشكل متساو.، وتتكون من صفيحة تحتوي على مكان لوضع البيض فيها وصفيحة أخرى من أسلاك تطبق عليها لتحويل البيضة المسلوقة إلى شرائح. اختُرع في بداية القرن العشرين من قبل الألماني ويلي أبيل (1875-1951) الذي اخترع أيضًا مشرحة الخبز. أنتجت أول شرائح البيض في برلين ليشتنبرغ . قام الثنائي الكوميدي الهولندي فان كوتين أون دي باي بإنشاء فيلم وثائقي وهمي عن مصنع تقطيع البيض الهولندي في عام 1983.

## انظر أيضًا

استخدام مشرحة البيض